# Stilleven met vissen
Stilleven met vissen, ook Visstilleven met kabeljauw en zalmmoten in een mand, schol en mosselen op de voorgrond, een kan en een houten emmer op de achtergrond, is een schilderij van Abraham van Beijeren in het Rijksmuseum in Amsterdam.

## Voorstelling
Het stelt een grove houten tafel voor met daarop een mand met vissen, waaronder schelvissen en een moot zalm. Voor de mand liggen nog enkele platvissen, mosselen en een mes. Verder staan er op de tafel een houten emmer en een bruine, aardewerken kruik. De voorstelling is op ware grootte weergegeven. 

Abraham van Beijeren. Stilleven met schelvis en platvis. Ca. 1650-1670. Stockholm, Nationalmuseum.

Van de stillevenschilder Abraham van Beijeren zijn een aantal van dit soort schilderijen bekend, die allemaal op dezelfde manier zijn opgebouwd: een tafel met daarop een mand met vissen en gebruiksvoorwerpen.

## Toeschrijving
Het schilderij is rechtsonder gemonogrammeerd '·AVB f·' (AVB aanéén) (Abraham van Beijeren fecit).

## Herkomst
Het werk is afkomstig uit de verzameling van de Rotterdamse verzamelaar Gerrit van der Pot, heer van Groeneveld. Het werd op 6 juni 1808 door het Rijksmuseum gekocht op de boedelveiling van Van der Pot in Rotterdam. Het is in bruikleen geweest bij het Museum Beeckestijn in Velsen-Zuid.